# Bombus fervidus
Espèce
Statut de conservation UICN

 VU A2b : Vulnérable
Bombus fervidus est une espèce de bourdons originaire d'Amérique du Nord.

## Description
Il mesure de 13 à 16 mm de long.

## Répartition et habitat
Cette espèce est présente au Canada, aux États-Unis ainsi qu'au Mexique. On le trouve dans les champs, les jardins et les parcs. Il niche habituellement au sol, mais peut aussi créer des nids souterrains.

## Comportement
C'est une des espèces de bourdons les plus agressives, probablement en raison de la difficulté à protéger un nid à même le sol.

## Alimentation
Elle se nourrit de pollen et de nectar, notamment d'astragale, de cirse, d'héliante, de chèvrefeuille, de Lythrum, de Monarda, de Pedicularis, de Penstemon, de trèfle et de Vicia.